# Theodora Komnena (Jerusalem)

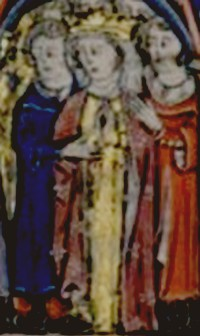
Königin Theodora Komnena in einer Darstellung aus dem 14. Jahrhundert

Theodora Kalusine Komnena (mittelgriechisch Θεοδώρα Κομνηνή, * 1145 oder 1146 wohl in Konstantinopel; † nach 1185) war von 1158 bis 1162 Königin von Jerusalem.

## Leben
Theodora war die Tochter des Sebastokrators Isaak Komnenos und dessen zweiten Frau Irene Diplosynadena und damit Nichte seines jüngeren Bruders, des byzantinischen Kaisers Manuel I. Sie war im kaiserlichen Palast erzogen worden. Sie galt als sehr schön und wohlgeformt.
Im Herbst 1157 hatte König Balduin III. von Jerusalem Attard, den Erzbischof von Nazaret, Joscellin Pisellus, Wilhelm von Barres und den Konstabler Humfried als Gesandte nach Konstantinopel geschickt, um eine Braut für ihn zu erbitten. Nach langen Verhandlungen wurde die dreizehnjährige Theodora ausgewählt. Ihre Mitgift betrug 100.000 Solidi, dazu kamen 10.000 Solidi für die Kosten der Hochzeit. Wilhelm von Tyros schätzt, dass ihre Ausrüstung und Kleidung, „Gold und Edelsteine, Gewänder und Perlen, Teppiche und Seide sowie kostbare Gefäße“ noch einmal 14.000 Solidi wert waren. Im Ehevertrag wurde ihr Akkon und das Gebiet der Stadt als Morgengabe zugesichert, „in vollem Frieden und unbestritten“.
In Begleitung der restlichen Gesandten (Attard war in Konstantinopel verstorben) und byzantinischer Adeliger segelte die Braut nach Tyros, wo sie im September 1158 landete. Im selben Monat wurde sie in Jerusalem zur Königin gesalbt und gekrönt und mit Balduin verheiratet. Die Hochzeit wurde durch den lateinischen Patriarchen Amalrich von Antiochia vollzogen, da der Patriarch von Jerusalem wegen der fehlenden Zustimmung des Papstes noch nicht geweiht worden war.
Nach der Heirat gab der König seinen ausschweifenden Lebenswandel auf und soll seiner Braut, wie Wilhelm von Tyros ausdrücklich betont, treu gewesen sein.
Nachdem Rainald von Antiochia nach einem missglückten Plünderungszug auf das Gebiet von Maraş 1160 oder 1161 gefangen genommen war und sich in Aleppo in der Gewalt Nur ad-Dins befunden hatte, reiste Balduin nach Antiochia, um die Verhältnisse dort zu regeln. Während seiner Abwesenheit verstarb 1161 Königin Melisende in Jerusalem. Als Balduin in Antiochia vor Beginn des Winters, wie er es gewöhnlich tat, eine Medizin zu sich genommen hatte, bekam er hohes Fieber und Durchfall und entwickelte eine Auszehrung, von der er sich nicht mehr erholte. Sein einheimischer Hofarzt Barrac wurde daraufhin verdächtigt, ihn vergiftet zu haben, angeblich verstarb ein Hund, dem man den Rest der Pillen verfütterte. Balduin ließ sich erst nach Tripolis bringen, wo er mehrere Monate darnieder lag, und schließlich nach Beirut. Dort legte er die Beichte ab, empfing die letzte Ölung und verstarb am 2. Februar 1162 (oder 1163) im Alter von 32 Jahren. Sein Leichnam wurde nach Jerusalem gebracht und auf dem Kalvarienberg begraben. Da die Ehe mit Theodora kinderlos geblieben war, wurde sein Bruder Amaury, Graf von Jaffa und Askalon 1163 zum König gekrönt. Er scheint aktiv eine Wiederverheiratung Theodoras verhindert zu haben, da Akko so unter seiner Kontrolle verblieb.
Als ihr Vetter Andronikos Komnenos nach Jerusalem kam, nahm Theodora ihn in ihrem Haus auf. Als Amalrich I. ihm 1167 Beirut zum Lehen gab, reiste sie mit ihm nach Beirut und scheint dort auch mit ihm zusammengelebt zu haben. Manuel wurde über das Verhältnis informiert, vermutlich von Theodoras Nichte zweiten Grades Maria Komnena, der zweiten Frau Amalrichs. Da Theodora und Andronikos zu nahe verwandt waren, um heiraten zu dürfen (Cousins zweiten Grades), flohen sie vor dem Zorn Manuels zu Nur ad-Din, dem Sultan von Damaskus. Amalrich übernahm die Herrschaft über Akko.
In Harran brachte Theodora ihren Sohn Alexios zur Welt, danach zogen sie weiter nach Bagdad, Mardin und Erzurum. Schließlich ließen sie sich in Kolonea in Paphlagonien an der Grenze zur byzantinischen Provinz Trapezunt (Trabzon) nieder. Als sich Andronikos auf einem Überfall gegen die Romäer befand, nahm der Statthalter von Trapezunt die Burg von Kolonea ein. Theodora und ihre beiden Kinder Alexios und Irene wurden gefangen genommen und nach Konstantinopel gesandt. Um ihre Freilassung zu erreichen, unterwarf sich Andronikos Kaiser Manuel und wurde begnadigt. Es wurde ihm gestattet, sich mit Theodora und ihren Kindern in der Festung Oinaion am Schwarzen Meer niederzulassen.
Als Manuel 1180 starb, folgte ihm sein Sohn Alexios II. unter der Regentschaft der Kaiserin Maria von Antiochia als Herrscher. 1183 musste Maria jedoch Andronikos als Mitherrscher anerkennen.
Theodoras Tochter Irene Komnena wurde von ihrem Vater mit Alexios verheiratet, dem unehelichen Sohn Manuels I. und der Theodora Batatzina. Da sie zu nahe verwandt waren, musste ein kirchlicher Dispens erlassen werden. Bischof Theodosius, der sich der Hochzeit widersetzte, wurde auf die Insel Terebinthos verbannt, an seiner Stelle Basilios Kamateros ernannt, der Andronikos treu ergeben war. Die Hochzeit wurde durch den Erzbischof von Bulgarien durchgeführt.
Maria von Antiochia und ihr Sohn starben bald darauf, und die Herrschaft fiel an Andronikos. Andronikos heiratete daraufhin Alexios’ Witwe Agnes von Frankreich (Anna), eine Tochter Ludwigs VII. Zu Theodora scheint er jedoch weiterhin gute Beziehungen unterhalten zu haben, immerhin war seine Braut erst elf Jahre alt. So gelang es Theodora, Andronikos 1184/85 dazu zu bewegen, das Lösegeld für ihren Neffen Isaak Komnenos zu stellen, der sich schon seit längerem in armenischer Gefangenschaft befand.
Über die Schicksale von Theodora nach dem gewaltsamen Tod von Andronikos 1185 ist nichts bekannt.